# Where the Water Tastes Like Wine
Where the Water Tastes Like Wine (срп. Где вода има укус вина), поднаслов Produce of U.S.A. (срп. Производ Сједињених Америчких Држава) је авантуристичка видео-игра за једног играча коју су направиле компаније Dim Bulb Studios са седиштем у Калифорнији и Serenity Forge са седиштем у Колораду, а коју је објавила компанија Good Sheperd Entertainment са седиштем у Амстердаму.
Игра је објављена за интернационално тржиште у фебруару 2018. године на платформама Microsoft Windows, Linux и macOS. У новембру 2019. године Serenity Forge је најавила да ће Where the Water Tastes Like Wine бити портована на платформе Nintendo Switch, PlayStation 4 и Xbox One. Портови су објављени 29. новембра 2019. године.
Where the Water Tastes Like Wine је дводимензионално-тродимензионална авантуристичка игра са великим фокусом на причу, и прати Луталицу (енг. Wanderer) који губи партију покера против Страшног вука и добија задатак да путује по Америци у доба депресије и сакупља народне приче.
Наслов игре је део строфе из америчке народне песме "Going Down the Road Feeling Bad" (срп. Путујем низ друм осећам се лоше), такође познате као "The Lonesome Blues" (срп. Усамљени Блуз).
Where the Water Tastes Like Wine је поделила критичаре који су хвалили њену причу и уметност, али критиковали њен репетитивни начин игре.

## Сажетак
Луталица, карактер назван по истоименој фолк песми америчког извођача Диона, долази у крчму где улази у игру покера против мистериозног човека под именом господин Сиви (којем глас позајмљује енглески певач Стинг).  Играч остаје сам у игри против господина Сивог где улаже своју реч да ће га победити. Господин Сиви успева да превари играча и да победи у покеру. Он се затим открива и показује играчу да је он заправо Страшни вук. Страшни вук претвара играча у живог костура и шаље га на пут кроз Америку, где он има задатак да сакупља и дели народне приче где год да оде.

## Начин игре
Where the Water Tastes Like Wine представља мешавину тродимензиналних и дводимензионалних секција. Када путује по мапи као Луталица, играч се креће по тродимензионалној мапи на којој може да пронађе градове, кампове и друге тачке интереса. Када играч делује на ове тачке, игра постаје дводимензионална, где главни фокус постаје бирање правих линија дијалога за причање и откривање нових прича. Ове приче Луталица открива кроз разговор са неигривим карактерима који су расути по мапи. Поред ходања и дељења прича, играч може да купи намирнице или гориво у продавницама, као и да путује по Америци возом или ауто-стопирањем.

## Развој игре
Рад на игри Where the Water Tastes Like Wine започет је негде око фебруара 2016. године. Званични Тамблер блог видео-игре креиран је трећег фебруара 2016. године. На овом блогу су претежно објављивани концептуални радови и "behind-the-scenes" слике рада на игри.
Игра је објављена 28. фебруара 2018. године за платформе Microsoft Windows, Linux, и macOS. Осмог новембра, Serenity Forge је најавио портове игре за конзоле Nintendo Switch, PlayStation4, и Xbox One.

Водећи девелопер игре, Јонеман Нордхаген је рекао да је игра у својој првој недељи била комерцијални и критички неуспех. Тридесетог марта 2018. године, Јонеман је написао "пост-мортем" пост посвећен игри Where the Water Tastes Like Wine на сајту Медијум, где је дискутовао успехе и неуспехе видео-игре. 
"Комерцијално, [Where the Water Tastes Like Wine] је катастрофа. Не могу да кажем тачан број, али у првих пар недеља, мање људи је купило игру, него што ја имам пратилаца на Твитеру, а ја ни немам много пратилаца на Твитеру (ово вам говори много о успешности маркетинга преко Твитера)."  
У тренутку писања овог Медијум чланка, Јонеман је имао нешто преко четири хиљаде пратилаца на Твитеру.

## Рецензије
Несавршеност игре поделила је критичаре. Док су неки хвалили њен уметнички стил и фокус на причу, други су критиковали њен репетитивни начин игре.
На сајту PCGamer игра држи скор 58 од могућих 100. Новинар Тајлер Вајлд је о игри рекао: "[...] Where the Water Tastes Like Wine је графички роман који бих волео да поседујем. Мада како ствари стоје, бојим се да ће мало њих покушати да достигну крајеве ове игре. Никад раније нисам видео колекцију кратких прича која је више покушавала да ме убеди да је не читам."
Адам Смит, за веб-сајт Rock Papers Shotgun описао је своје искуство са игром као: "више вода него вино." У овој рецензији, Адам је описао своје фрустрације са игром: "Оно што ме нервира је што желим да сви одиграју ову игру, али схватам да ју је тешко препоручити."
Алекс Легард играо је верзију игре за конзолу Xbox One написао је: "Where the Water Tastes Like Wine је проста игра о путовању кроз САД док слушаш и причаш приче. Нажалост, не могу је препоручити због својих дугих периода досаде са мало интересантних делова између." Легард је игри дао скор од 5.5 на скали од 1 до 10.
Ендру Вебстер, новинар за веб-сајт the Verge рекао је у својој рецензији: "Волео бих да је Where the Water Tastes Like Wine краћа и простија игра. [...] У свом најбољем, игра је као лутање кроз невероватну колекцију кратких прича, испуњену памтљивим карактерима и способношћу да видите како се те приче мењају под утицајем времена и места. Вреди је одиграти због њеног невероватног осећаја лутања кроз амерички фолклор као безимени луталица - и иако се радња мало изгуби пред крај, и даље бисте требали да изгурате ову игру ако вам се овако нешто допада.